# قبول شدم، اما…
قبول شدم، اما… (انگلیسی: I Graduated, But...) یک فیلم صامت سیاه‌وسفید ژاپنی به کارگردانی یاسوجیرو اوزو است که در سال ۱۹۲۹ منتشر شد. امروزه تنها ۱۰ دقیقه از این باقی مانده‌است. از بازیگران این فیلم می‌توان به کینویو تاناکا اشاره کرد.
در صحنه ای از فیلم، پوستری از فیلم کمدی صامت اسپیدی هارولد لوید دیده می‌شود. یکی از شوخی‌های بصری فیلم آنجایی است که مرد در حال عذرخواهی از همسرش است و ناگهان به یک سیلی به او می‌زند، اما سپس مشخص می‌شود که او در حال کشتن یک پشه روی صورت همسرش بوده‌است.